# Brodalumab
Brodalumab – rekombinowane ludzkie przeciwciało monoklonalne klasy IgG2, skierowane przeciwko podjednostce A receptora interleukiny 17, dopuszczone do leczenia łuszczycy.
Brodalumab jest wytwarzany techniką rekombinowanego DNA w komórkach jajnika chomika chińskiego. Brodalumab selektywnie wiąże się z podjednostką A receptora IL-17 i blokuje aktywność biologiczną cytokin prozapalnych IL-17 (IL-17A, IL-17F, heterodimer IL-17A/F, IL-17C i IL-25), co powoduje działanie przeciwzapalne i poprawę objawów klinicznych u osób chorych na łuszczycę.
W Europie jedynym zarejestrowanym preparatem jest Kyntheum, który wskazany jest do leczenia łuszczycy zwykłej (plackowatej) o nasileniu umiarkowanym do ciężkiego u dorosłych pacjentów. W Stanach Zjednoczonych i Kanadzie preparat nosi nazwę Siliq, który został dopuszczony do leczenia przez amerykańską Agencję Żywności i Leków w lutym 2017.
Lek podawany jest podskórnie w dawce 210 mg, w pierwszych trzech tygodniach raz na tydzień, a w kolejnych wstrzyknięcia następują raz na dwa tygodnie.

## Przeciwskazania
Przeciwskazaniami do stosowania leku są:
- nadwrażliwość na jakikolwiek składnik preparatu
- aktywna choroba Crohna
- czynne, istotne klinicznie zakażenia (np. gruźlica)